# Raphael Walser
Raphael Walser (* 1988) ist ein Schweizer Jazzmusiker (Kontrabass, Komposition).

## Leben und Wirken
Walser wuchs im Raum Zürich in einer Musikerfamilie auf. Mit vier Jahren erhielt er ersten Klavierunterricht, über den er nicht nur zur Volksmusik, sondern auch zu Blues und Ragtime kam. 1999 wechselte er zum Kontrabass. Als Jugendlicher spielte er regelmässig in verschiedenen Jazzbands. Nach einer klassischen Ausbildung wird er an der Jazzschule Zürich von Christoph Sprenger auf das Studium vorbereitet. In seiner Maturaarbeit, die 2008 ausgezeichnet wurde, beschäftigte er sich mit dem Arrangement für Bigbands. Zwischen 2008 und 2013 studierte er an der Zürcher Hochschule der Künste bei Rätus Flisch, Dominique Girod und Christoph Grab. Zusätzlich nahm er externen Unterricht bei Christian Weber, Frank Sanderell, Larry Grenadier und Bänz Oester. 
2010 wurde Walser beim Jazzfestival Frauenfeld in die international besetzte Förderpreis-Band «Generations Unit» gewählt, mit der er mehrfach in Europa auf Tournee war. Weiterhin arbeitete er in den Bands von Raphael Jost, mit JENNY, mit dem Zurich Jazz Orchestra, Dalia Donadios «Poem Pot», Christoph Grabs «Raw Vision», dem Marcio De Sousa Quintett und Samir Böhringers «Meta Zero». Im Trio FrancePorter spielte er mit Francis Lehmann und Jonas Ruther (Dauermarsch, Unit Records). Weiterhin trat er mit Musikern wie David Liebman, Dusko Goykovich, Albert Sanz, Nils Wogram, Wanja Slavin, Bill Carrothers, Ronny Graupe, Nicole Johänntgen, Christoph Irniger, Hans Feigenwinter, Nat Su, Nicolas Masson, Jean-Paul Brodbeck oder Samir Böhringer auf.
Seine eigene Band «GangArt» gründete Walser 2013; mit diesem Quintett veröffentlichte er 2014 sein Debütalbum Wolfgang. Der Auftritt der Band beim Jazzfestival Schaffhausen 2019 wurde von SRF gesendet. 2020 folgte mit dieser Band das dritte Album Stüdis da la natüra. Weiterhin spielt er mit Florian Egli und Jonas Ruther in The Jazz Trio, das mehrere Alben bei Bandcamp vorlegte.

## Preise und Auszeichnungen
Mit seiner Band GangArt wurde er 2014 bei den Stanser Musiktagen für den «Credit Suisse Förderpreis» nominiert. 2017 war er mit «GangArt» Finalist beim ZKB Jazzpreis.

## Diskographische Hinweise
- Raphael Walser GangArt: Wolfgang (Double Moon Records 2014, mit Tobias Meier, Niculin Janett, Marc Méan, Jonas Ruther)
- Raphael Walser GangArt: Zwischen Grund und Grat (QFTF 2019, mit Niculin Janett, Ganesh Geymeier, Marc Méan, Jonas Ruther)
- Raphael Walser GangArt: Stüdis da la natüra (Anuk 2020, mit Niculin Janett, Ganesh Geymeier, Marc Méan, Jonas Ruther)